# Ходынская водокачка
Ходынская водокачка — водозаборное сооружение в районе юго-восточной части Ходынского поля.

## История
Ходынская водокачка с артезианской скважиной была построена в 1871 году. Она стала Одним из первых капитальных сооружений на Ходынском поле. К этому времени Мытищинский водопровод уже не справлялся с задачей снабжения Москвы водой. Первое схематическое обозначение водокачки появилось на карте, датируемой 1881 годом.
Состояла водокачка из ряда основных инженерных сооружений. Площадь территории режимного объекта составляла 0,5Га. Территория была обнесена забором.
Автор проекта Ходынской водокачки неизвестен.
Все сооружения Ходынской водокачки выполнены в готическом стиле на русский манер.
Мода на использование псевдоготики в промышленной архитектуре пришла в Россию из Европы. Но уже во второй половине XIX века практически все более или менее значимые производственные здания в России создавались с использованием этой стилистики. Будучи переработанной с учетом новых, укрупненных размеров сооружений, она, как оказалось, отлично подходит для этих целей.
Водокачка была затронута в воспоминаниях Владмира Гиляровского в его работе «Катастрофа на Ходынском поле» 20 мая 1896 года:
«…К полуночи громадная площадь, во многих местах изрытая ямами, начиная от буфетов, на всем их протяжении, до здания водокачки и уцелевшего выставочного павильона, представляла из себя не то бивуак, не то ярмарку. На более гладких местах, подальше от гулянья, стояли телеги приехавших из деревень и телеги торговцев с закусками и квасом. Кое-где были разложены костры…».
К полуночи громадная площадь, во многих местах изрытая ямами, начиная от буфетов, на всем их протяжении, до здания водокачки и уцелевшего выставочного павильона, представляла из себя не то бивуак, не то ярмарку.
Водокачка давала городу 180 тысяч ведер ежедневно, но качество воды было очень низким, и поэтому ее закрыли («упразднили») в первой четверти XX века, когда был открыт Москворецкий (Рублевский) водопровод.
Последнее обозначение водокачки зафиксировано на карте 1931 года. На картах поздних выпусков обозначалось только оставшееся до наших дней одно из зданий Ходынской водокачки.
Снесена в советское время, последнее имеющееся на данный момент упоминание о ней датируется 1920-м годом, когда на Ходынском поле взорвались артиллерийские склады, и люди укрывались рядом с водокачкой.

## Один из корпусов Ходынской водокачки
До наших дней сохранилось одно из зданий Ходынской водокачки в юго-восточной части территории АО «РСК „МиГ“», во внутреннем дворе здания медицинского центра по адресу: Москва, 2-й Боткинский проезд, д. 8 (пересечение 1-го и 2-го Боткинских проездов).
Фотографии здания бывшей Ходынской водокачки 12 марта 2016 года: